# هالینز (ویرجینیا)
هالینز (به انگلیسی: Hollins) یک منطقهٔ مسکونی در ایالات متحده آمریکا است که در ویرجینیا واقع شده‌است. هالینز ۲۲٫۵ کیلومتر مربع مساحت و ۱۴٬۶۷۳ نفر جمعیت دارد و ۳۳۹ متر بالاتر از سطح دریا واقع شده‌است.